# 澎湖縣議會第二屆議員列表
第二屆澎湖縣議員列表，名列澎湖縣議會的第二屆議員名單，任期1953年到1955年。

## 政黨席次
| 政黨       | 當選席次 | 備注 |
| ---------- | -------- | ---- |
| 中國國民黨 | ??席     |      |
| 無黨籍     | ??席     |      |

## 選區
| 選區 | 政黨   | 姓名   | 備註   | 叮嚀                                         |
| ---- | ------ | ------ | ------ | -------------------------------------------- |
| ??   |        | 吳文義 |        | 等 待 有 緣 人 幫 忙 分 選 區 和 分 政 黨 。 |
| ??   | 李長流 |        |        | 等 待 有 緣 人 幫 忙 分 選 區 和 分 政 黨 。 |
| ??   | 李韻超 |        |        | 等 待 有 緣 人 幫 忙 分 選 區 和 分 政 黨 。 |
| ??   | 莊東   |        |        | 等 待 有 緣 人 幫 忙 分 選 區 和 分 政 黨 。 |
| ??   | 許記盛 |        |        | 等 待 有 緣 人 幫 忙 分 選 區 和 分 政 黨 。 |
| ??   |        | 許瑞慶 | 副議長 | 等 待 有 緣 人 幫 忙 分 選 區 和 分 政 黨 。 |
| ??   | 郭石頭 |        |        | 等 待 有 緣 人 幫 忙 分 選 區 和 分 政 黨 。 |
| ??   | 陳本   |        |        | 等 待 有 緣 人 幫 忙 分 選 區 和 分 政 黨 。 |
| ??   | 陳明隱 |        |        | 等 待 有 緣 人 幫 忙 分 選 區 和 分 政 黨 。 |
| ??   | 陳乾坤 |        |        | 等 待 有 緣 人 幫 忙 分 選 區 和 分 政 黨 。 |
| ??   | 陳雲   |        |        | 等 待 有 緣 人 幫 忙 分 選 區 和 分 政 黨 。 |
| ??   | 黃大星 |        |        | 等 待 有 緣 人 幫 忙 分 選 區 和 分 政 黨 。 |
| ??   | 劉靖男 |        |        | 等 待 有 緣 人 幫 忙 分 選 區 和 分 政 黨 。 |
| ??   | 蔡孟凱 |        |        | 等 待 有 緣 人 幫 忙 分 選 區 和 分 政 黨 。 |
| ??   |        | 鄭大洽 | 議長   | 等 待 有 緣 人 幫 忙 分 選 區 和 分 政 黨 。 |
| ??   | 鄭春滿 |        |        | 等 待 有 緣 人 幫 忙 分 選 區 和 分 政 黨 。 |

## 外部連結
- 中華民國行政院中央選舉委員會 （页面存档备份，存于）
- 中央選舉委員會 - 選舉資料庫
- 澎湖縣議會全球資訊 （页面存档备份，存于）